# Vithuvad bulbyl
Vithuvad bulbyl (Hypsipetes thompsoni) är en fågel i familjen bulbyler inom ordningen tättingar.

## Utseende och läte
Vithuvad bulbyl är en omisskännlig grå bulbyl med slåendet vitt huvud, rosenröd näbb och orangefärgad undergump. Den liknar vithuvade former av svartbulbylen, men saknar dennes spretiga huvudtofs, mörka undergump och bläcksvarta kropp. Lätet som hörs från flockar är hårt, tjattrande och något papegojlikt. Sången består av en repetativ gnisslig serie med tydliga tvåtoniga fraser.

## Utbredning och systematik
Vithuvad bulbyl förekommer i bergsskogar från södra Myanmar till nordvästra Thailand. Den placeras endera som egen art i släktet Cerasophila eller inkluderas i Hypsipetes. Den senare placeringen bekräftas av genetiska studier och följs därför här.

## Levnadssätt
Arten häckar i bergstrakter, där den föredrar öppen skog och skogsbryn. Efter häckningen rör den sig till lägre liggande områden. Den födosöker i lösa flockar om upp till 20 individer och ses ofta sitta öppet i döda träd. Födan är dåligt känd. Maginnehåll från en fågel i norra Thailand bestod enbart av insekter.

### Häckning
Fågeln häckar mars–juli i norra Thailand. Det grunda skålformade boet av gräsfibrer och bambublad gömd en till två meter upp på en låg jordbank. Däri lägger den två till fyra ägg.

## Status och hot
Arten har ett stort utbredningsområde, men tros minska i antal, dock inte tillräckligt kraftigt för att den ska betraktas som hotad. Internationella naturvårdsunionen IUCN listar arten som livskraftig (LC).

## Namn
Fågelns vetenskapliga artnamn hedrar Henry Nilus Thompson (död 1938), en brittisk skogsofficer placerad i Burma.